# Теорема Ліувілля про наближення алгебричних чисел
Теорема Ліувілля про наближення алгебричних чисел — теорема, яка встановлює, що алгебричні ірраціональності не можуть занадто добре наближатися раціональними числами. А саме: якщо {\displaystyle \alpha } — алгебричне число степеня {\displaystyle n>1}, а {\displaystyle p} та {\displaystyle q} — будь-які цілі числа {\displaystyle (q\neq 0)}, то виконується нерівність
{\displaystyle \left|\alpha -{\frac {p}{q}}\right|>{\frac {C}{q^{n}}}}
де {\displaystyle C} — додатна константа, що залежить тільки від {\displaystyle \alpha } і виражається в явному вигляді через пов'язані з {\displaystyle \alpha } величини.
За допомогою цієї теореми Ліувілль побудував перші приклади трансцендентних чисел. Таким числом є, наприклад, число, що подається рядом зі швидко спадними членами, наприклад
{\displaystyle \xi =\sum _{n=1}^{\infty }{\frac {1}{2^{n!}}}.}

## Узагальнення
При {\displaystyle n=2} теорема Ліувілля дає непокращуваний результат. Для {\displaystyle n\geq 3} теорема Ліувілля неодноразово посилювалася.
1909 року Туе встановив, що для алгебричних чисел {\displaystyle \alpha } степеня {\displaystyle n} і {\displaystyle \nu >{\frac {n}{2}}+1} виконується нерівність
{\displaystyle \left|\alpha -{\frac {p}{q}}\right|>{\frac {C}{q^{\nu }}}}    (*)
Зігель поліпшив результат Туе, показавши, що остання нерівність виконується при
{\displaystyle \nu >\min _{s=\{1,\;2,\;\ldots ,\;n-1\}}\left({\frac {n}{s+1}}+s\right)}, де {\displaystyle s} — ціле, зокрема, при {\displaystyle \nu >2{\sqrt {n}}}. Пізніше Ф. Дайсон довів справедливість цієї нерівності при {\displaystyle \nu >{\sqrt {2n}}}. Нарешті, К. Рот встановив, що нерівність (*) виконується при будь-якому {\displaystyle \nu >2}. Результат К. Рота є найкращим у своєму роді, оскільки будь-яке ірраціональне число {\displaystyle \xi }, алгебричне чи ні, має нескінченно багато раціональних наближень {\displaystyle p/q}, що задовольняють нерівності
{\displaystyle \left|\xi -{\frac {p}{q}}\right|<{\frac {1}{q^{2}}}}.
Всі зазначені вище посилення теореми Ліувілля мають один суттєвий недолік — вони неефективні, а саме: методи їх доведення не дозволяють установити, як саме стала {\displaystyle C=C(\alpha ,\;\nu )} в нерівності залежить від величин {\displaystyle \alpha } і {\displaystyle \nu }.